# Samthar
Samthar es una ciudad y una junta municipal en el distrito de Jhansi en el estado indio de Uttar Pradesh. Históricamente antes de la independencia de la India, también se la conocía como Samshergarh, antigua capital del Estado de Samthar.

## Demografía
En el censo de 2021, Samthar tenía una población de 20,227 habitantes. Los hombres constituyen el 53% de la población y las mujeres el 47% de esta. Samthar tiene una tasa de alfabetismo del 55%, más baja que la tasa nacional, 59.5%: la alfabetización masculina es de 66%, y la femenina de 43%. En Samthar, el 16% de la población es menor de los 6 años.

## Historia
Samthar se conocía anteriormente como Samshergarh y era la capital del estado principesco del estado de Samthar. El estado independiente de Samthar fue creado por el rey Thakur Chandrabhan Bargurjar y su nieto Thakur Madan Singh Bargurjar, gobernadores del estado de Datia.